# Микрюков Віталій Васильович
Віталій Васильович Микрюков (1923—1945) — учасник Великої Вітчизняної війни, заступник командира ескадрильї 897-го Кишинівського винищувального авіаційного полку 288-ї винищувальної авіаційної дивізії 17-ї повітряної армії, 3-го Українського фронту, Герой Радянського Союзу, капітан. Член ВКП (б) з 1943 року.

## Біографія
Народився 25 жовтня 1923 року в селі Бікербей нині Селтінского району Удмуртії в родині селянина. Закінчив 9 класів 25-ї школи і аероклуб в місті Іжевськ.
У 1941 році закінчив Краснодарскую військову авіаційну школу пілотів. У діючій армії з червня 1943 року. Перші бойові вильоти здійснив у район боїв за Одесу. На одеському напрямку Микрюков збив шість фашистських машин і був удостоєний ордена Червоного Прапора.
17 серпня 1943 року четвірка винищувачів, які йшли на прикриття наземних військ в районі Ізюма, була зустрінута шістнадцятьма ворожими Ме-109. За командою молодшого лейтенанта Микрюкова ланка атакувало супротивника. У лічені хвилини були збиті три ворожих літака, а решта були розсіяні. Четвірка повернулася на аеродром без втрат.

## Вильоти і бойовий рахунок
Капітан Микрюков до лютого 1945 року здійснив 226 бойових вильотів. З них 20 розвідувальних, 99 на супровід штурмовиків і бомбардувальників, 21 на вільне полювання і штурмовку, 86 на прикриття наземних військ, переправ і районів базування. Знищено: 49 автомашин, 2 паровоза, залізничний путеразрушітель, військовий склад, до 50 солдатів і офіцерів противника, придушене чотири зенітні установки, в 34 повітряних боях збив 16 літаків супротивника.
До моменту загибелі виконав 284 бойових вильоти, провів 44 повітряних бою, збив 22 літаки особисто.

## Загибель
Згідно з публікаціями радянських часів, 4 квітня 1945 капітан В. В. Микрюков в складі четвірки «Яків» був атакований 15 німецькими літаками. Радянські льотчики збили 2 ворожі машини, але і Микрюков був важко поранений. Він спробував дотягнути до аеродрому, але в 7 кілометрах від нього був змушений здійснити вимушену посадку. Його доставили в свій полк, де він і помер від ран в той же день.
Однак в даний час встановлено, що 4 квітня 1945 капітан В. В. Микрюков загинув в результаті нещасного випадку — був убитий пострілом з пістолета льотчиком з іншої частини, Героєм Радянського Союзу Олександром Бондарем на аеродромі Традсдорф (Відень, Австрія). Похований на Алеї Слави біля пам'ятника Невідомому матросу в Одесі.

## Пам'ять
У 1968 році на аеродромі Іжевського авіаційного спортивного клубу урочисто відкрили пам'ятник-стелу, де золотими літерами написано: «Тут почав свій шлях в небо Герой Радянського Союзу Віталій Микрюков».
На школі № 25 Іжевська встановлено меморіальну дошку.